# Юеян
Юеян (кит. спр. 岳阳市, піньїнь: Yuèyáng Shì) — місто-округ в китайській провінції Хунань. 

## Географія
Юеян розташовується у північно-східній частині провінції, лежить на річці Янцзи.

### Клімат
Місто знаходиться у зоні, котра характеризується вологим субтропічним кліматом. Найтепліший місяць — липень із середньою температурою 29.4 °C (85 °F). Найхолодніший місяць — січень, із середньою температурою 5 °С (41 °F).
| Клімат Юеяна            | Клімат Юеяна | Клімат Юеяна | Клімат Юеяна | Клімат Юеяна | Клімат Юеяна | Клімат Юеяна | Клімат Юеяна | Клімат Юеяна | Клімат Юеяна | Клімат Юеяна | Клімат Юеяна | Клімат Юеяна | Клімат Юеяна |
| Показник                | Січ.         | Лют.         | Бер.         | Квіт.        | Трав.        | Черв.        | Лип.         | Серп.        | Вер.         | Жовт.        | Лист.        | Груд.        | Рік          |
| Абсолютний максимум, °C | 22           | 27           | 28           | 32           | 35           | 40           | 38           | 37           | 36           | 33           | 27           | 23           | 40           |
| Середній максимум, °C   | 7            | 8            | 13           | 20           | 25           | 28           | 31           | 31           | 26           | 21           | 15           | 10           | 20           |
| Середня температура, °C | 5            | 6            | 11           | 17           | 22           | 26           | 29           | 28           | 23           | 18           | 12           | 7            | 17           |
| Середній мінімум, °C    | 2            | 3            | 8            | 14           | 19           | 23           | 26           | 26           | 21           | 16           | 10           | 5            | 15           |
| Абсолютний мінімум, °C  | −8           | −5           | 0            | 2            | 7            | 12           | 13           | 19           | 11           | 6            | −1           | −5           | −8           |
| Днів з опадами          | 14           | 14           | 18           | 18           | 17           | 17           | 12           | 12           | 11           | 15           | 11           | 10           | 169          |
| Днів з дощем            | 11           | 13           | 18           | 18           | 17           | 17           | 12           | 12           | 11           | 15           | 11           | 9            | 164          |
| Днів зі снігом          | 5            | 3            | 1            | 0            | 0            | 0            | 0            | 0            | 0            | 0            | 0            | 2            | 11           |
| ----------------------- | ------------ | ------------ | ------------ | ------------ | ------------ | ------------ | ------------ | ------------ | ------------ | ------------ | ------------ | ------------ | ------------ |
| Джерело: Weatherbase    |              |              |              |              |              |              |              |              |              |              |              |              |              |

## Адміністративний поділ
Міський округ поділяється на 3 міські райони, 2 міста та 4 повіти:
| Карта                                                                        | Карта     | Карта    | Карта            |
| ---------------------------------------------------------------------------- | --------- | -------- | ---------------- |
| Хуажун ① Юеян ② ③ Ліньсян Сян'їнь Міло Пінцзян ① Цзюньшань ② Юеянлоу ③ Юньсі |           |          |                  |
| Статус                                                                       | Назва     | Оригінал | Населення (2020) |
| Район                                                                        | Цзюньшань | 君山区   | 201 634          |
| Район                                                                        | Юеянлоу   | 岳阳楼区 | 980 401          |
| Район                                                                        | Юньсі     | 云溪区   | 153 657          |
| Місто                                                                        | Ліньсян   | 临湘市   | 433 200          |
| Місто                                                                        | Міло      | 汨罗市   | 632 246          |
| Повіт                                                                        | Пінцзян   | 平江县   | 951 112          |
| Повіт                                                                        | Сян'їнь   | 湘阴县   | 583 984          |
| Повіт                                                                        | Хуажун    | 华容县   | 553 800          |
| Повіт                                                                        | Юеян      | 岳阳县   | 561 888          |